# Chōsei
Chōsei (jap. 長生村 Chōsei-mura) – wieś w Japonii, na wyspie Honsiu, w prefekturze Chiba. Według danych na rok 2020 miejscowość zamieszkiwało 13 803 mieszkańców , a gęstość zaludnienia wyniosła 488,6 os./km².